# Albert Assies
Albert Assies (Haule, 6 maart 1917 – Loppersum, 26 september 1981) was een Nederlands politicus van de ARP.
Hij werd geboren als boerenzoon en begon zijn ambtelijke carrière als volontair bij de gemeentesecretarie van Ooststellingwerf. Tijdens de Tweede Wereldoorlog werkte hij bij de gemeente Norg en daarnaast was hij net als zijn vader betrokken bij het verzet. In 1944 werd zijn vader opgepakt en begin 1945 overleed deze in Duits gevangenschap. Albert Assies was later werkzaam bij de gemeente Aalten waar hij het bracht tot commies A en afdelingschef voor hij in mei 1960 benoemd werd tot burgemeester van Loppersum. Hij zou op 1 november 1981 vervroegd met pensioen gaan maar ruim een maand daarvoor overleed hij op 64-jarige leeftijd aan een hartaanval.